# زاسنبرغ
زازنبرغ (بالألمانية: Sassenberg) هي بلدة ألمانية تقع في ألمانيا في فارندورف. يقدر عدد سكانها بـ 14,393 نسمة .

## المدن التوأمة
مدن Löcknitz و Plöwen هي مدن توأمة لـزازنبرغ.

## أعلام
- لويز فون غال